# Alice Cunningham Fletcher
Alice Cunningham Fletcher (1838. március 15. Havanna − 1923. április 6. Washington, D.C.) amerikai etnológus, antropológus és társadalomtudós, aki az amerikai indiánok kultúráját tanulmányozta és dokumentálta.

## Tanulmányai
Fletcher szüleiről nem sokat tudunk; apja New York-i ügyvéd volt, anyja pedig neves bostoni családból származott. Szülei a kubai Havannába költöztek, hogy apja betegségét a jobb klíma enyhítse. Fletcher ott született 1838-ban. 1839-ben, apja halála után a család a New York-i Brooklyn Heightsba költözött. Fletchert a Brooklyn Female Academybe íratták be, amely akkoriban egy exkluzív iskola volt.

## Pályája
Fletcher kezdetben iskolákban tanított, majd később független előadóként dolgozott, hogy eltartsa magát. Úgy vélte, hogy az antropológusok és a régészek a legjobbak az emberek őstörténetének feltárásában. Az amerikai őslakosok oktatását is szorgalmazta, hogy ők is  „megszerezhessék a civilizáció kellékeit”.
Fletcher – elmondása szerint – Frederic Ward Putnamnak köszönhette, hogy érdeklődni kezdett az amerikai indián kultúra akivel  a Harvard Egyetem Peabody Régészeti és Etnológiai Múzeumában  vele együtt dolgozott. 1879-ben az Ohio és a Mississippi völgyében tanulmányozta az indián civilizáció maradványait, majd tagja lett az Amerikai Régészeti Intézetnek.
1881-től Fletcher a pennsylvaniai Carlisle indián iskolában tanított, ahol a bennszülött gyerekek angolt, számtant és olyan készségeket tanultak, amelyek lehetővé tették számukra, hogy teljes értékű amerikai állampolgárok legyenek.
1881-ben Fletcher a Peabody Múzeum képviselőjeként  elutazott, hogy a sziúkkal éljen és tanulmányozza a rezervátumukat. 1881-ben Susette „Bright Eyes” La Flesche, egy omahai indián szóvivő kísérte el, aki 1879-ben Standing Bear tolmácsa volt annak  mérföldkőnek számító polgárjogi perében, és velük tartott Thomas Tibbles újságíró is, aki segített Standing Bear ügyét népszerűsíteni, és több hónapos előadókörutat szervezett az Egyesült Államokban.
Ezekben az időkben kezdődött Fletcher 40 éves kapcsolata Francis La Flesche-vel, Susette féltestvérével. Szakmailag együttműködtek, és informális anya-fiú kapcsolat alakult ki közöttük. 1890-től kezdve közös házuk volt Washingtonban.
Fletcher a kutatásai és írói munkássága mellett a 19. század végén több különleges pozícióban is dolgozott. 1883-ban az Egyesült Államok különleges megbízottá nevezte ki a miwok törzsek földjeinek kiosztására, 1884-ben elkészítette és elküldte a World Cotton Centennial kiállításra azt a gyűjteményt, amely az észak-amerikai indiánok civilizációs fejlődését mutatta be az előző negyedszázadban, 1886-ban pedig az oktatási biztos megbízásából meglátogatta Alaszka és az Aleut-szigetek őslakosait.  1887-ben a Dawes-törvény alapján történő földosztás során  kinevezték az Egyesült Államok különleges megbízottjává a Winnebago és a Nez Perce indiánok közé.

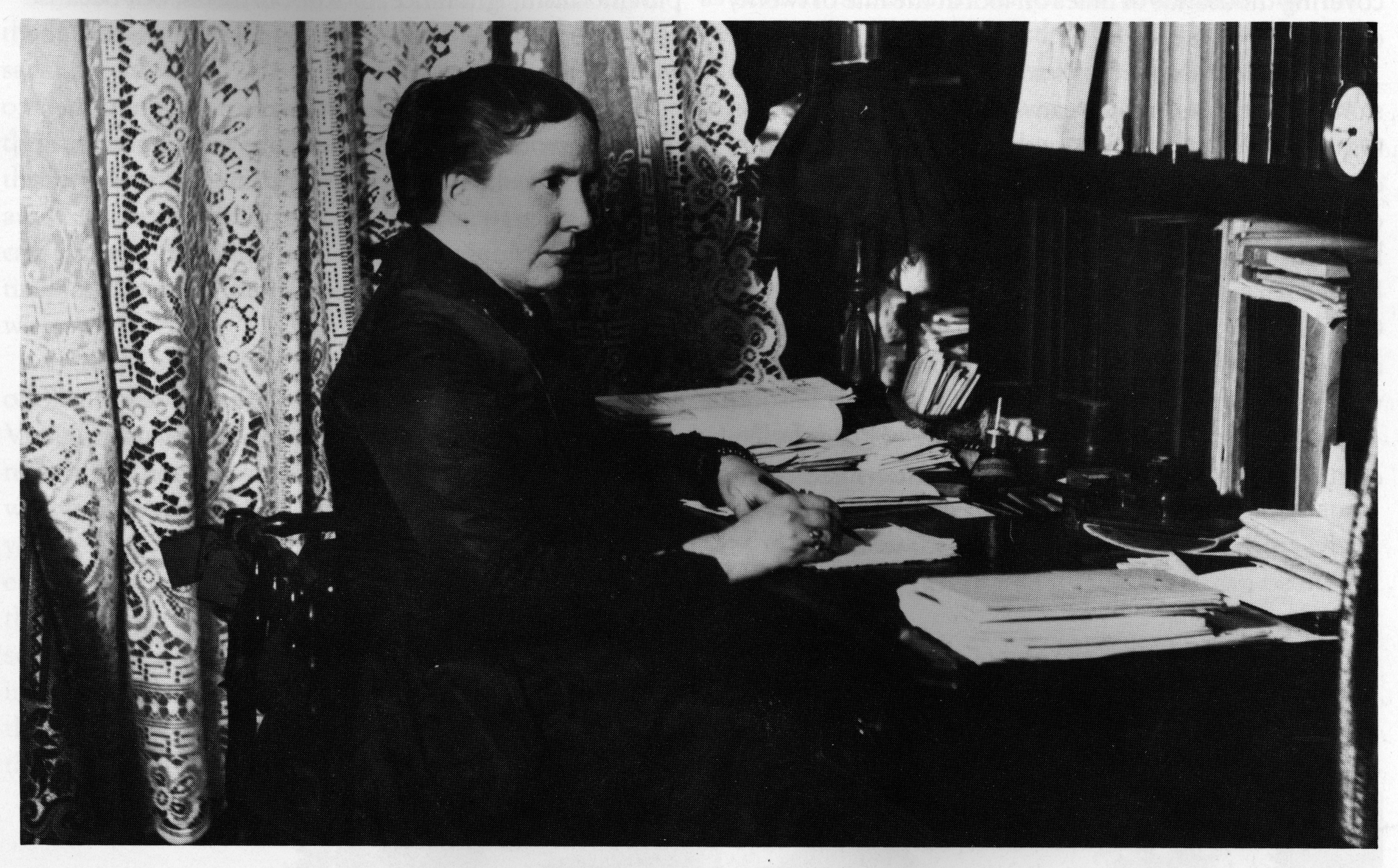
Alice Fletcher az iróasztalánál

1882-ben a Peabody Múzeum etnológiai asszisztense lett, 1891-ben pedig megkapta a számára létrehozott Thaw-ösztöndíjat. 1891-ben aktívan részt vett a szakmai társaságok munkájában, megválasztották a Washingtoni Antropológiai Társaság elnökévé, 1905-ben pedig az Amerikai Folklór Társaság első női elnökévé. Emellett az Amerikai Tudományfejlesztési Társaság alelnöke volt és hosszú ideig tagja volt a Washingtoni Irodalmi Társaságnak is.
A Női Nemzeti Indián Szövetségen keresztül Fletcher bevezetett egy olyan rendszert, amelynek keretében kis összegű kölcsönöket nyújtott az indiánoknak, amelyekből földet és házat vásárolhattak. Segített abban is, hogy Susan LaFlesche, egy omahai nő számára kölcsönt biztosítson, hogy lehetővé tegye egyetemi tanulmányait az orvosi karon. LaFlesche osztályelsőként végzett, és ő lett az első indián orvosnő az Egyesült Államokban.
Később Fletcher segített megírni, lobbizni és adminisztrálni az 1887-es Dawes-törvényt, amely felosztotta a rezervátumok területeit, azaz a közösségi földeket szétosztotta az őslakosok között.

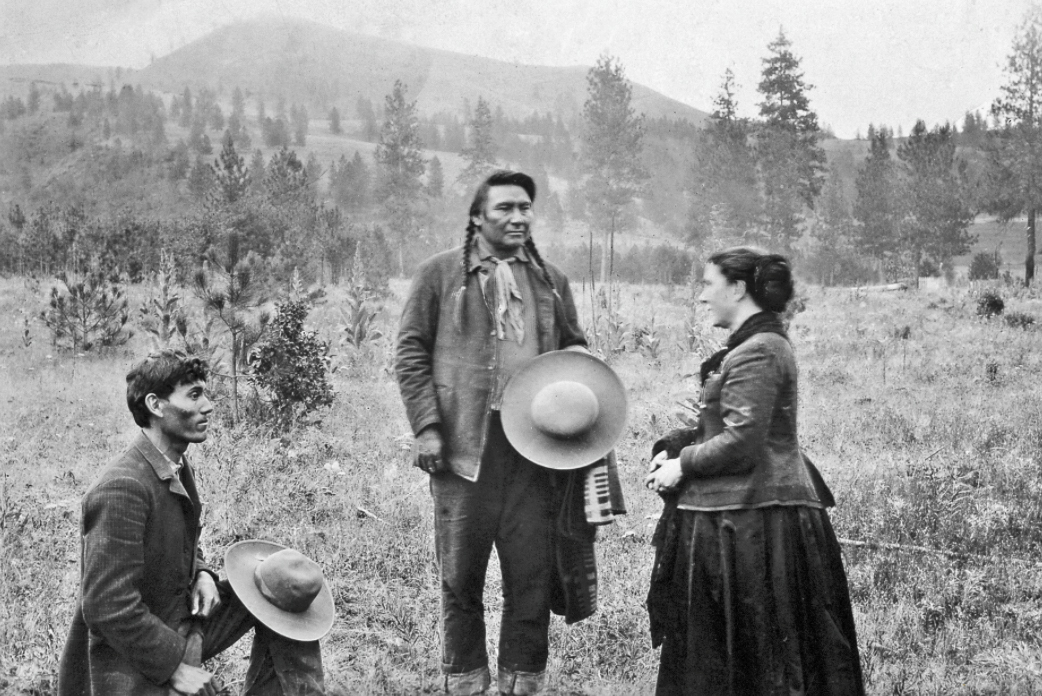
Fletcher és Joseph főnök az idahói Nez Percé Lapwai rezervátumban. A térdelő alak James Stewart tolmács.

1888-ban Fletcher kiadta az az Oktatási Hivatal különjelentését Indián Oktatás és Civilizáció címmel. Úttörő volt az amerikai indiánok zenéjének tanulmányozásában, ezt a kutatási területet egy 1893-ban a chicagói antropológiai konferencia előtt tartott előadásával nyitotta meg. 1898-ban a Trans-Mississippi Kiállítás alatt Omahában tartott zenészek kongresszusán több előadást tartott  az észak-amerikai indiánok énekeiről. Számos omaha indián énekelte a bennszülött dallamokat. Ebből nőtt ki az Indian Story and Song from North America (1900) című műve, amely egy olyan fejlődési szakaszt tár fel, amely megelőzte  az ismert amerikai  kultúrzene megjelenését.
Fletcher együtt dolgozott Frederic Ward Putnammal az ohiói Serpents Mounddal kapcsolatos kutatásaiban, és közreműködött a terület 1886-os megvásárlásához szükséges pénzeszközök összegyűjtésében. A helyszínt 1900-ban az Ohioi Régészeti és Történelmi Társaságnak adományozták, és nemzeti történelmi műemlék lett.
1930-ban Margaret Mead kezdett el dolgozni az omahákkal, aki úgy döntött, hogy a törzs modern aspektusaira koncentrál, mivel Alice Fletcher addigra már szélesebb körű munkát végzett.
Alice Fletcher élete során dolgozott az omaha, pawnee, sziú, arapaho, cheyenne, chippewa, oto, nez percé, ponca és winnebago törzsekkel.

## Dawes-törvény
Alice Fletcher segített megírni és elfogadni az 1887-es Dawes-törvényt. Ez a törvény az őslakos törzsekre a föld magántulajdonának rendszerét írta elő. A különbség az, hogy ezek a törzsek hagyományosan közösségi földtulajdonnal rendelkeztek. Az egyes őslakosoknak legfeljebb 160 hektárnyi földet osztottak volna ki.  Ez a föld adómentes volt, és a kormánynak 25 évig kellett volna azokat állami vagyonkezelésben tartania.  Akkoriban úgy gondolta, hogy ez lehetővé teszi az amerikai indiánok számára az európai-amerikai szokásokhoz való asszimilációt, ami túlélésüket garantálta volna. 
A kormány emellett „felesleges” földterületeket akart szerezni, amelyeket gazdálkodóknak eladhatott volna. A Dawes-törvény az összes őslakos rezervátum elkerülhetetlen felbomlásáért volt felelős. Az 1932-re megszerzett földterület mennyisége körülbelül 92 000 000 hold volt abból a 138 000 000 holdból, amelyet az őslakos csoportok 1887-ben birtokoltak. 1932-ben Fletcher földosztási munkáját az amerikai őslakos népek és földjeik közigazgatási politikájának hibájaként értékelték. Fletcher maga is felismerhette ezt,  mert a századforduló után felhagyott politikai munkájával, hogy szigorúan a néprajzi kutatásaira összpontosítson.

## Terepmunka a sziúk körében
Fletcher 1881-es terepbejárásának tapasztalatairól két naplóban is beszámolt. Ezek a naplók rajzokat tartalmaztak  a rezervátumokról és számos különböző táborhelyéről Kelet-Nebraska-ban és Dél-Dakota-ban. Bár a sziúkkal kapcsolatos számos írása a mai antropológiai mércével mérve meglehetősen érzéketlennek tűnne, írásai tükrözik a maga korában uralkodó, a történelem mozgásával és a társadalmi fejlődéssel kapcsolatos attitűdöket.

## Irásai
1911-ben Francis La Flesche-vel közösen kiadta a The Omaha Tribe című könyvet. Ezt tartják a mai napig ebben a témában a legmeghatározóbb műnek. Összesen 46 monográfiát írt a néprajztudományról. 1908-ban az új-mexikói Santa Fében vezette az Amerikai Régészeti Iskola megalapítását. Fletcher 1899-től 1916-ig az American Anthropologist szerkesztőbizottságának tagja volt, és számos lapszámhoz is jelentősen hozzájárult. Fletcher úttörő volt az amerikai őslakosok zenéjének tanulmányozásában. Lenyűgözte a zenéjük és a táncuk, ezért több száz dalukat írta le. 1898-ban az Omahában megrendezett zenészek kongresszusán több esszét is bemutatott az indián őslakosok dalai témájában. Ezekből az esszékből születtek végül az „Indian Story and Song from North America” és a „The Hako: A Pawnee Ceremony” című könyvei.

## Halála és öröksége
Fletcher 1903-ban a Washingtoni Antropológiai Társaság elnöke lett, 1905-ben pedig az Amerikai Folklór Társaság első női elnöke. Egyik kollégája, Walter Hough úgy emlékezett Fletcherre, mint aki „szelíden, békésen, de nagy bátorsággal mindent megtett a tudomány ügyének előmozdításáért.” Hamvait az Új-Mexikói Művészeti Múzeum udvari falában helyezték el egy bronzplakett mögött, amelyen egy tőle származó idézet olvasható.
Néhány felvétele megtalálható a Smithsonian Institution Bureau of American Ethnology-ban.
Arthur Farwell 1923-ban komponált A-dúr vonósnégyesét, Op. 65 The Hako című művét Fletcher műve ihlette.

## Díjak és kitüntetések
Alice Fletcher számos kitüntetést kapott a pályafutása során végzett munkájáért. 1890-ben elnyerte a Harvardon a Margaret Copley Thaw-ösztöndíjat, amely néprajzi és reformmunkák finanszírozását biztosította számára.
Az Antarktiszon található Fletcher Nunatakot Alice Cunningham Fletcherről nevezték el.

## Válogatott művei
- Sun Dance of the Ogallala Sioux. (Az ogallala sziúk naptánca.) American Association for the Advancement of Science, 1883

- Observations on the Laws and Privileges of the Gens in Indian Society. (Megfigyelések a nemek törvényeiről és kiváltságairól az indián társadalomban.) (kivonat) AAAS, 1884
- Symbolic Earth Formations of the Winnebagoes. (A winnebagók szimbolikus földalakzatai.) (kivonat) AAAS, 1884
- The White Buffalo Festival of the Uncpapas. 16th Annual Report (Az Uncpapák fehér bölény fesztiválja. 16. éves jelentés) Peabody Múzeum, 1884.
- The Elk Mystery or Festival of the Ogallala Sioux. 16th Annual Report (Az Ogallala sziúszok Elk misztériuma vagy fesztiválja.) Peabody Múzeum, 1884
- The Religious Ceremony of the Four Winds as Observed by a Santee Sioux. (A Négy Szél vallási szertartása, ahogyan azt egy Santee sziú megfigyelte. 16. éves jelentés Peabody Múzeum, 1884.
- The Shadow or Ghost Lodge:  A Ceremony of the Ogallala Sioux. (Az árnyék- vagy szellemház: Az Ogallala sziúk szertartása.) 16. éves jelentés Peabody Múzeum, 1884.
- The Wa-Wan, or Pipe Dance of the Omahas. (A Wa-Wan, vagy az omahák pipatánca.) 16. éves jelentés Peabody Múzeum, 1884.
- Historical Sketch of the Omaha Tribe of Indians in Nebraska. (A nebraskai Omaha indián törzs történeti vázlata.) Washington, 1885
- Observations upon the Usage, Symbolism and Influence of the Sacred Pipes Of Friendship among the Omahas. (Megfigyelések a szent pipák használatáról, szimbolikájáról és hatásáról, A barátságról az omahák között.) AAAS, 1885

- Lands in Severalty to Indians; Illustrated by Experience with the Omaha Tribe. AAAS, 1885

- Indian Education and Civilization. (Indián nevelés és civilizáció. )Special Report, U.S. Bureau of Education. 1888

- On the Preservation of Archaeologic Monuments. (A régészeti emlékek megőrzéséről.) AAAS, 1888

- Report of the Committee on the Preservation of Archaeologic Remains on Public Lands. (A közterületeken található régészeti emlékek megőrzésével foglalkozó bizottság jelentése.) AAAS, 1889

- Phonetic Alphabet of the Winnebago Indians. (A winnebago indiánok fonetikus ábécéje.) AAAS, 1890

- Indian Messiah. (Indián Messiás.) Journal. American Folk-Lore, 1892

- Nez Perce Country. (abstract) AAAS, 1892

- Hal-thu-ska Society of the Omaha Tribe. (Az omaha törzs hal-thu-ska társasága.) Jour. Am. Folk-Lore, 1892

- A Study of Omaha Indian Music. (Az omaha indián zene tanulmányozása.)  Arch. and Eth. Papers Peabody Museum, 1893

- Love Songs among the Omaha Indians. (Szerelmes dalok az omaha indiánok körében.) International Congress of Anthropologists, 1894

- Indian Songs: Personal Studies of Indian (Indián dalok: Személyes tanulmányok az indián életről.) Life. Century Magazine, 1894

- Hunting Customs of the Omahas. (Az omahák vadászati szokásai.) Century Magazine, 1895

- Sacred Pole of the Omaha Tribe. (Az omaha törzs szent pólusa.) AAAS, 1896

- Indian Songs and Music.(Indián dalok és zene.) AAAS, 1896

- Tribal Life among the Omahas. (Törzsi élet az omahák körében.) Century Magazine, 1896

- Emblematic Use of the Tree in the Dakotan Group.(A fa emblematikus használata a dakotai csoportban.) AAAS, 1897

- Indian Songs and Music. (Indián dalok és zene.) Jour. Amer. Folk-Lore, 1898

- A Pawnee Ritual Used When Changing a Man's Name. (Egy pawnee rituálé, amelyet egy férfi nevének megváltoztatásakor használnak. )American Anthropologist, 1899

- Indian Story and Song from North America. (Indián történet és dal Észak-Amerikából.) Boston, 1900

- Giving Thanks: A Pawnee Ceremony. (Hálaadás: A Pawnee Ceremony.) Jour. Am. Folk-Lore, 1900

- The "Lazy Man" in Indian Lore. (A "lusta ember" az indián hagyományokban. ) Jour. Am. Folk-Lore, 1901

- Star Cult among the Pawnee. (Csillagkultusz a pawnee-k körében.) Am. Anthrop., 1902

- Pawnee Star Lore. Jour. Am. Folk-Lore, 1903

- The Hako: A Pawnee Ceremony. (Egy pawnee szertartás.) 22nd Ann. Rep. Bu. Am. Eth., 1904

- Tribal Structure: A Study of the Omaha and Cognate Tribes. (Törzsi struktúra: Az omaha és rokon törzsek tanulmánya.) Putnam Anniversary Volume, 1909

- The Omaha Tribe. (Az omaha törzs.) (With Francis La Flesche). 27th Ann. Rep. Bu. Am. Eth., 1911

- The Problems of the Unity or Plurality and the Probable Place of Origin of The American Aborigines. (Az amerikai őslakosok egységének vagy sokaságának és valószínű származási helyének problémái.  (szimpózium) Some Ethnological Aspects of the Problem. (A probléma néhány etnológiai vonatkozása. ) Am. Anthrop., 1912

- Wakondagi. Am. Anthrop., 1912
- Brief History of the International Congress of Americanists. (Az amerikanisták nemzetközi kongresszusának rövid története.) Am. Anthrop., 1913

- Indian Games and Dances with Native Songs Arranged from American Indian Ceremonials and Sports. (Összeállítás az indián játékok és táncok bennszülött dalokkal az amerikai indián szertartásokból és sportokból.) Boston, 1915

- The Study of Indian Music. (Az indián zene tanulmányozása. ) National Academy of Science, 1915

- The Indian and Nature: The Basis of His Tribal Organization and Rites. (Az indián és a természet: Törzsi szervezetének és rítusainak alapja. ) The Red Man, 1916

- A Birthday Wish from Native America. (Születésnapi kívánság az amerikai őslakosoktól.) Washington, 1916

- Nature and the Indian Tribe. (A természet és az indián törzs.) Art and Archaeology (Művészet és régészet), 1916

- Concepts of Nature among the American Natives. (A természet fogalma az amerikai bennszülötteknél. (abstract) 19th Internat. Cong. Amer., 1917

- Prayers Voiced in Ancient America. (Az ősi Amerikában elhangzott imák.) Art and Arch., 1920[21]

## Fordítás
Ez a szócikk részben vagy egészben  az   Alice Cunningham Fletcher című angol Wikipédia-szócikk ezen változatának fordításán alapul.  Az eredeti cikk szerkesztőit annak laptörténete sorolja fel. Ez a jelzés csupán a megfogalmazás eredetét és a szerzői jogokat jelzi, nem szolgál a cikkben szereplő információk forrásmegjelöléseként.